# Batías

Mapa con la ubicación aproximada de algunas de las principales ciudades del antiguo Epiro donde se aprecia la situación de Batías, al sur.

Batías (en griego, Βιτία, Βατίαι) fue una antigua ciudad griega en la región de Epiro.
Es mencionada por Estrabón como una ciudad interior situada cerca de Pandosia, Elatria y Buqueta pero añade que su territorio llegaba hasta el golfo de Ambracia.
Se identifica con unos restos arqueológicos situados unos 3 km al sur de la actual Rizobouni.